# Golineh Atai
Golineh Atai (ur. 1974 w Teheranie) – niemiecko-irańska dziennikarka.
W wieku 5 lat wraz z rodzicami opuściła Iran i przeniosła się do Niemiec. Tam studiowała na uniwersytecie w Heidelbergu romanistykę, nauki polityczne oraz islamistykę.
Po studiach zajęła się dziennikarstwem; w maju 2006 roku rozpoczęła pracę jako korespondentka z Kairu dla niemieckiej stacji ARD. W latach 2010–2011 była redaktorką w magazynie porannym ARD. Od grudnia 2011 pracowała jako redaktorka i reporterka w dzienniku telewizyjnym Tagesschau ARD dla Westdeutscher Rundfunk w Kolonii. Od lutego 2013 przebywała w Moskwie jako korespondentka ARD. Podczas wydarzeń kijowskiego Euromajdanu przebywała w Kijowie. W lutym 2015 otrzymała tytuł Dziennikarza Roku 2014.